# John Alcott
John Alcott (Londres, 1931-1986) és un director de fotografia anglès. És conegut sobretot tper la seva col·laboració amb Stanley Kubrick, per al qual li va disparar Barry Lyndon completament en la llum natural (la vela per a l'interior) i per la qual va guanyar un Premi de l'Acadèmia.
Originari de Londres, Alcott començar la seva carrera cinematogràfica als anys 1960 com assistent d'operador (« focus puller »). El 1968, ell té l'oportunitat de reemplaçar a Geoffrey Unsworth (que té altres compromisos de treball) a causa d'un retard a 2001: una odissea de l'espai. Ell torna a treballar amb Kubrick a La taronja mecànica. El 1975, hi va ser filmant amb el director estatunidenc, la seva obra mestra guanyadora de l'Oscar Barry Lyndon.
John Alcott va morir d'un atac al cor a l'agost de 1986 durant les seves vacances a Cannes a l'edat dels 55 anys.

## Carrera

### Inicis
Nascut a Isleworth (Anglaterra) el 1931, John Alcott era fill del productor executiu cinematogràfic Arthur Alcott, que controlava la producció dels Gainsborough Studios durant els anys quaranta.
Alcott va començar la seva carrera al món del cinema com assistent de càmera, però ràpidament va aconseguir promocionar-se i el 1960 va aconseguir el lloc de primer assistent de càmera. Això suposava certes responsabilitats com mesurar les distàncies entre la càmera i el subjecte/objecte a gravar, treball imprescindible per a alguns moviments de càmera com el travelling, i ajustar la lent per enfocar correctament en els seguiments de personatges.

### L'etapa "Stanley Kubrick"
A mitjans dels seixanta, Alcott era un membre de l'equip de càmeres de Geoffrey Unsworth a  2001: Una odissea en l'espai (1968), l'obra de Stanley Kubrick. Tanmateix, quan Unsworth va haver de deixar el projecte durant dos anys per altres compromisos, Alcott va ser promocionat a director de fotografia pel mateix Kubrick; cosa que va suposar l'inici d'una llarga col·laboració que arribaria al seu punt més àlgid amb Barry Lyndon (1975).
Alcott tenia certa preferència perquè la llum fos natural, que no cridés l'atenció en si mateixa, la qual cosa encaixava perfectament amb les idees sobre il·luminació que tenia Kubrick, desenvolupant-les ambdós en certes escenes de La taronja mecànica (1971) i fins i tot a Barry Lyndon on hi ha escenes únicament il·luminades per la llum que projecten les espelmes.
Mentre la seva relació amb Kubrick donava fruits cinematogràfics com Barry Lyndon, Alcott tenia sota el seu comandament com a primer assistent de càmera a Douglas Milsome, que el succeiria com a director de fotografia al servei de Kubrick.
Durant l'enregistrament del que seria la seva última col·laboració amb Stanley Kubrick, El resplendor (1980) Alcott va il·luminar l'hotel amb fonts de llum practicables, és a dir, fonts de llum que són visibles en pantalla com una part del decorat i com a part dels elements d'il·luminació, i al seu torn, com ja va fer a Barry Lyndon, Alcott va afegir al set llum procedent de l'exterior a través de les finestres del decorat. L'altes temperatures (110 graus Fahrenheit/ 42,9 °C) causades pels 700.000 vats de la il·luminació a través de les finestres van ser necessàries per crear l'efecte blanc favorit de Kubrick i també causants que el decorat es cremés.

### Els seus altres treballs
Alcott, havia participat també en diversos anuncis de televisió i curtmetratges per a alguns directors al Regne Unit, ja que segons ell suposava un cert acostament a directors novells amb idees noves i originals, es va traslladar als Estats Units el 1981 per obtenir una ocupació fixa que no tenia durant la seva època en la indústria de cinema britànic. Els seus projectes com a director de fotografia fora del llegat de Kubrick inclouen tres pel·lícules amb el director Stuart Cooper i dos amb Roger Spottiswoode. Alcott no va poder participar en La jaqueta metàl·lica (1987) de Kubrick, el rodatge de la qual va començar el 1985, i que, com la majoria de les obres de Kubrick, suposava un compromís enorme de temps que afectava altres projectes d'Alcott. Per tant, Kubrick va haver de contractar el primer assistent de càmera d'Alcott aEl resplendor i a Barry Lyndon per a la direcció fotogràfica de La jaqueta metàl·lica, Douglas Milsome.
Les obres d'Alcott alienes a la col·laboració amb Kubrick eren inusuals en ell, i incloïen el llargmetratge slasher Un Sant Valentí sagnant (1981) però la seva perícia era capaç de procurar gran qualitat visual a pel·lícules com Districte Apatxe (1981), El senyor de les bèsties (1982), Sota el foc (1983) i Greystoke, la llegenda (1984) de Hugh Hudson.
Alcott va morir a causa d'un infart el 28 de juliol de 1986 a Cannes, França; sent considerat com un dels grans artistes i tècnics de la indústria en aquell moment, capaç de superar els impediments tècnics del moment. La seva última pel·lícula, No hi ha sortida (1987), va ser dedicada a la seva memòria. La British Society of Cinematographers va posar el seu nom a un dels premis sota el títol de BSC John Alcott ARRI Award en el seu honor, commemorant el seu paper com a director de fotografia i per la seva contribució al desenvolupament del cinema com a setè art.

## Barry Lyndon: el treball que li va valer l'Óscar

### Influència pictòrica
On més es fa patent la seva influència pictòrica és a Barry Lyndon (1975) en la qual es perceben referents dels paisatgistes anglesos del segle xviii com Gainsborough, Joshua Reynolds i Constable, pintors contemporanis a Redmond Barry, protagonista del llibre en què es basa el llargmetratge '"Les memòries de Barry Lyndon de William Makepeace Thackeray.
Tanmateix, el més destacable d'Alcott en el cinema és el seu treball amb la llum, duent a terme una il·luminació basada en la pintura holandesa; amb influències lluminoses de Jan Vermeer, i clarobscurs que recorden als del mateix Rembrandt o als del francès Antoine Watteau.
I tanmateix les referències pictòriques no es limiten a les esmentades, ja que els retrats de Gainsborough i Thomas Lawrence van influir en la caracterització dels personatges, sobretot en els femenins; i els vestuaris s'assemblen als retratats pel pintor anglès George Stubbs i pel polonès Chodowiecki de qui també rep influències pels ambients i mobiliaris. Zoffany i William Hogarth també influeixen amb la seva concepció de la vida cortesana.

### Creació de l'ambient i la llum
Per aconseguir l'ambientació del segle xviii Kubrick i Alcott van haver de prendre una sèrie de determinacions en el disseny de la llum i el tractament del negatiu.
A les preses diürnes es va emprar exclusivament la llum del sol, i en les nocturnes es va il·luminar l'escena únicament amb espelmes de cera d'abella i amb la llum natural de les finestres, prescindint en ambdós casos de l'ús de focus.
En els interiors, l'ús de la llum natural procedent dels finestrals aconseguia un gran contrast de clarobscurs provocats de manera natural.
Pel que fa als exteriors, l'ús de reflectors evitava haver d'emprar llums de farcit per eliminar les ombres. A més, per disposar de major sensibilitat en exteriors, es va eliminar el filtre de llum diürna 85B i es va corregir el color en laboratori fent que els verds i blaus apareguessin més saturats i la resta de colors més apastelats.

### Objectius i càmeres
Una de les peculiaritats d'aquest llargmetratge és que es van emprar objectius especials per captar adequadament la llum de les espelmes o en general, l'escassa il·luminació. Fins llavors no existien lents prou sensibles per a les esmentades condicions així que Kubrick va emprar una lent Zeiss 50 mm, F 0,7 de gran obertura de diafragma i dissenyada pel Programa Apolo de la NASA, sent adaptada a una càmera cinematogràfica comuna per l'enginyer de Cinema Products Corp. Ed Di Giulio.
L'ús d'aquesta lent ajudava la creació d'un halo de llum especial entorn dels personatges alhora que reduïa la profunditat de camp i aplanava la imatge, conferint-li una semblança encara més gran amb la pintura. Aquesta mateixa sensació d'aplanament era concebuda també a través del zoom, rebutjat fins llavors per la major part de directors i emprat per Kubrick i Alcott per a una transició fluida entre plans, que ajudés a concebre el conjunt i a prescindir en bona part del muntatge.

## Premis
- Nominat al BAFTA Film Award [1973] per La taronja mecànica
- Guanyador de l'Oscar el (1975), BSC Best Cinematography Award (1975), LAFCA Award (1975), NSFC Award (1975), BAFTA Film Award (1976) per Barry Lyndon.

## Filmografia
- 1968: 2001: una odissea de l'espai de Stanley Kubrick (2n equip)
- 1971: La taronja mecànica (A Clockwork Orange) de Stanley Kubrick
- 1974: Little Malcolm de Stuart Cooper
- 1975: Overlord de Stuart Cooper
- 1975: Barry Lyndon de Stanley Kubrick
- 1977: Marxar o morir (March or Die) de Dick Richards
- 1977: The Disappearance de Stuart Cooper
- 1978: Who Is Killing the Great Chefs of Europe? de Ted Kotcheff
- 1980: Shining de Stanley Kubrick
- 1980: Le Monstre du train (Terror Train) de Roger Spottiswoode
- 1981: Fangio - Una vita a 300 all'ora de Hugh Hudson
- 1981: El policia (pel·lícula del 1981) (Fort Apache the Bronx) de Daniel Petrie
- 1982: Triumphs of a Man Called Horse de John Hough
- 1982: La patrulla del vici (Vice Squad) de Gary Sherman
- 1982: The Beastmaster de Don Coscarelli
- 1983: Under Fire de Roger Spottiswoode
- 1984: Greystoke, la légende de Tarzan (Greystoke: The Legend of Tarzan, Lord of the Apes) de Hugh Hudson
- 1985: Baby: le secret de la légende oubliée (Baby: Secret of the Lost Legend) de Bill L. Norton
- 1986: Tout va trop bien (Miracles) de Jim Kouf
- 1987: White Water Summer de Jeff Bleckner
- 1987: Sens unique (No Way Out) de Roger Donaldson

## Anotacions
1. ↑  Diu que "un tot il·luminat per llum de les espelmes, és molt bonic i completament diferent del que solem veure al cinema »